# Trust Bank Building
Das Trust Bank Building ist ein 1970 erbauter Wolkenkratzer in der Stadt Johannesburg, Südafrika mit 31 Etagen. Das Gebäude war Sitz der Trust Bank of South Africa und hatte im Keller einen der größten Banktresore des Landes.